# جنديسابور
جنديسابور (بالفارسية گندی‌شاپور) .كانت مدينة تاريخية في الأهواز عرفت مدرستها كمركز ثقافي في عهد الإمبراطورية الساسانية.
يعني اسمها باللغة الفهلوية «عسكر شابور».

## شخصيات مشهورة
- محمد بن نوح الجنديسابوري المضروب، صاحب أحمد بن حنبل.
- محمد بن نوح بن عبد الله الجُنديسابوري الفارسي، راوي حديث

## أعلام
- ماني
- يعقوب بن الليث الصفار
- يوحنا بن ماسويه
- هرمزد الراهب